# Un monde merveilleux
Pour plus de détails, voir Fiche technique et Distribution.
Un monde merveilleux est une comédie satirique française réalisée par Giulio Callegari et sortie au cinéma en mai 2025.

## Synopsis
Dans un futur proche où les robots deviennent de plus en plus omniprésents, Max, une ancienne prof technophobe et voleuse à ses heures, se met à la recherche de sa fille dont elle a perdu la trace avec l'aide d'un robot très premier degré,.

## Fiche technique
- Titre original : Un monde merveilleux[1],[3]
- Réalisation : Giulio Callegari, assisté de Moritz Parisius
- Scénario : Giulio Callegari
- Photographie : Aurélien Marra
- Montage : Baptiste Ribrault
- Musique : Roscius
- Décors : Anne-Sophie Delseries
- Costumes : Anne-Sophie Gledhill
- Production : Alice Bloch-Robin, Miléna Poylo, Gilles Sacuto
- Sociétés de production : TS Productions, Marianne Productions
- Budget : 2 500 000 €[4]
- Pays de production :  France
- Langue originale : français
- Format : couleurs - 1,85:1
- Genre : comédie satirique
- Durée : 78 minutes
- Dates de sortie : 
  - France : 7 mai 2025

## Distribution
- Blanche Gardin : Max
- Angélique Flaugère : Robot T-O
- Laly Mercier : Paula
- Lucie Guien : Robots en tout genre
- Édouard Sulpice : Samuel
- Georgia Scalliet : Victoria
- Xavier Lacaille : l'infirmier
- Frédéric Blin : l'animateur
- Arnaud Aymard : le SDF
- Delphine Baril : la policière fébrile
- Augustin Shackelpopoulos : le salarié de l'autoroute

## Production
Il s'agit du premier long métrage de son réalisateur Giulio Callegari, déjà connu pour avoir réalisé un court métrage en 2021, Erratum, et pour avoir scénarisé entre autres la série Validé de Canal+.

## Accueil critique
Pour Olivier Bachelard dans Abus de ciné, il ne s'agit pas d' « un grand film d’anticipation, mais [d']une petite comédie sympathique où l’humain revient au centre des préoccupations ». De même, Nicolas Rieux dans Mondocine estime que « si le fond du propos est parfois un peu flou, [...] Un Monde Merveilleux distille quand même pas mal de saillies inspirées sur le monde ».